# 吉野由志子
吉野 由志子（よしの よしこ、本名及び旧芸名：吉野 佳子、1944年〈昭和19年〉10月5日 - ）は、日本の女優、声優である。別名義：吉野 由樹子。
石川県出身。鷗友学園女子高等学校卒業。劇団俳優座養成所卒業。1967年に文学座入り。以後文学座に所属。特技は日本舞踊。
刑事ドラマではレギュラー刑事の妻の役を演ずることが多々あり、『大空港』では緒形拳、『噂の刑事トミーとマツ』では林隆三、『太陽にほえろ!』では地井武男の妻をそれぞれ演じた。

## 出演作品

### 舞台
1967年
- 初舞台『大寺学校』(文学座本公演)

1968年
- 『美しきものの伝説』(本公演)朝日生命ホール、砂防会館ホール

1970年
- 『あわれ彼女は娼婦』(文学座アトリエ公演)

1971年
- 『にごりえ』(本公演)東横劇場、国立劇場大劇場

1973年
- 『女の一生』(本公演)東横劇場
- 『ふるあめりかに袖はぬらさじ』(本公演)国立劇場小劇場
- 『飢餓海峡』(本公演)旅公演

1976年
- 『ガラスの動物園』(本公演)砂防会館ホール

1978年
- 『天才バカボンのパパなのだ』(アトリエ) - バカボンのママ[6]

1979年
- 『にしむくさむらい』(本公演)紀伊國屋ホール
- 『もず』(本公演)三越劇場

1982年
- 『あーぶくたった、にいたった』(本公演)俳優座劇場

1986年
- 『さらだ殺人事件』(アトリエ)

1987年
- 『ジョバンニ父への旅』(本公演)紀伊國屋ホール

1990年
- 『山猫からの招待』(本公演)紀伊國屋ホール

1992年
- 『苺ジゴロと一日花』(アトリエ)

1993年
- 『花の氷室』(アトリエ)

1995年
- 『いそという女』(俳優座劇場)

1997年
- 『柘榴のある家』(本公演)紀伊國屋サザンシアター

1998年
- 『華岡青洲の妻』(本公演)紀伊國屋サザンシアター　2000、01年地方公演
- 『みみず』(アトリエ)

1999年
- 『家路』(本公演)三越劇場　04年再演

2000年
- 『かどで・つり堀にて』(俳優座劇場)

2001年
- 『木に花咲く』富山市オーバード芸術劇場
- 『用明天皇職人鑑』山口ルネッサながと　03年再演

2002年
- 『一心二河白道（清玄櫻姫）』山口ルネッサながと
- 『華岡青洲の妻』(英の会)国立劇場小劇場
- 『オナー』(アトリエ)

2003年
- 『ホームバディ/カブール』(アトリエ)

2004年
- 『鹿鳴館』(ポイント東京)ル テアトル銀座
- 『千年の三人姉妹』天王洲アートスフィア
- 『津国女王天池』(巣林舎)紀伊國屋ホール

2005年
- 『新・近松心中物語』(ポイント東京)博多座
- 『曾我会稽山』(巣林舎)紀伊國屋ホール

2007年
- 『犬が西むきゃ尾は東』(アトリエ)
- 『マーヴィンの部屋』(劇団東演)本多劇場

2008年
- 『ミセス・サヴェッジ』(アトリエ)吉祥寺シアター

2009年
- 『町の音』(みつわ会)六行会ホール
- 『定年ゴジラ』(本公演)紀伊国屋サザンシアター

2010年
- 『ダーウィンの城』(アトリエ)

2011年
- 『浪花女』紀尾井ホール
- 『愛のポストマン』（朗読）浅草リトルシアター

2012年
- 『タネも仕掛けも』(本公演)紀伊國屋サザンシアター

2013年
- 『女たちの招魂祭』(朋友)俳優座劇場

### テレビ
- ザ・ガードマン（大映テレビ室 / TBS）
  - 第117話「おしゃべりは死を招く」（1967年）
  - 第171話「情無用サラリーマン稼業」（1968年）
  - 第218話「サラリーマンは夜に勝負する」（1969年）
  - 第299話「怪談・幽霊たちのクリスマス」（1970年）
- 眠狂四郎 第23話「三花無情」（1967年、CX）
- 太陽にほえろ! （NTV）※第587話まで吉野佳子、以降吉野由樹子名義
  - 第12話「彼は立派な刑事だった」（1972年） - 川本夫人
  - 第500話「不屈の男たち」（1982年） - 吉行夫人
  - 第526話「井川刑事着任!」（1982年） - 井川圭子
  - 第532話「バラの刺青」（1982年） - 同上
  - 第543話「すりへった靴」（1983年） - 同上
  - 第568話「悲しい汗」（1983年） - 同上
  - 第573話「父と子の写真」（1983年） - 同上
  - 第587話「殺人広告」（1984年） - 同上
  - 第594話「十年目の誘拐」（1984年） - 同上
  - 第605話「離婚」（1984年） - 同上
  - 第616話「カエルの子」（1984年） - 同上
  - 第640話「妻への疑惑」（1985年） - 同上
  - 第693話「わが子へ!」（1986年） - 同上
- 土曜日の女シリーズ 天使が消えていく（1973年、NTV）　※吉野佳子でクレジット
- 恐怖劇場アンバランス 第6話「地方紙を買う女」（1973年、CX） - 田坂ふじ子
- 連続テレビ小説（NHK）
  - 北の家族（1973年 - 1974年） - 島田京子
  - おしん（1983年 - 1984年） - 禎
  - 春よ、来い（1995年）
- 真夜中の警視 第1話「ダイヤモンドは豚の餌に」（1973年、KTV）
- 大河ドラマ（NHK）
  - 勝海舟（1974年） - おきん
    - 第14話「長崎海軍伝習所」
    - 第20話「出航」
    - 第21話「咸臨丸渡航」

  - 春日局（1989年） - 松の丸
- 家族あわせ（1974年、TBS）
- あんたがたどこさ 第2シリーズ（1975年、TBS）
- いごこち満点（1976年、TBS）
- たんぽぽ（1976年、NTV）
- 暖流（1976年、YTV）
- 二十五年目の顔（1977年7月14日、NHK） - 品川春子
- 桃太郎侍 第55話「子つばめ騒動記」（1977年、NTV）
- 透明ドリちゃん（1978年、ANB） - 青山梅子
- 熱中時代 先生編 第1シリーズ 第15話「熱中先生と不思議な少女」（1978年、NTV） - 3年4組の女生徒の母親
- 大空港 （1978年、CX）
  - 第8話「空からの殺人者」
  - 第14話「いのち炎の如く 壮烈!!梶警部の最期!」
- 土曜ワイド劇場（ANB）
  - 女弁護士 朝吹里矢子 第2作「天使の証言」（1978年） - 塩田良子
  - 松本清張の危険な斜面（1982年）
  - 狙われる団地妻（1983年）
  - 女医の死亡診断書（1985年）
  - 血液型殺人事件 霧の那須高原襲われた女探偵（1985年）
  - 笹沢左保の血の海（1988年）
  - 古都・金沢雪の殺意（1990年）
  - 西村京太郎トラベルミステリー 第29作「上越新幹線殺人事件」（1996年） - 宇野康子
- コメットさん(大場久美子)第45話「父うちゃんと新しいママ」 (1979年、TBS)　- 戸田マサコ
- 池中玄太80キロ 第1シリーズ 第10話「この娘を養女に!?」（1980年、NTV） - 長友夫人
- 非情のライセンス 第3シリーズ 第21話「兇悪の罠・愛しい死線」（1980年、ANB） - 磯辺トモ子
- 噂の刑事トミーとマツ 第1シリーズ 第43話「ゆきすぎ課長辞職! さて後任は? 」（1980年、TBS） - 御崎たかこ
- 山本周五郎ドラマ「折鶴」 - さち（1980年、NHK）
- ザ・ハングマンII 第22話「裸女の死体と心中した検事」（1982年、ABC） - 秋山洋子
- 宇宙刑事シャリバン 第35話「倒れたら立ちあがれ電! 愛は生命の輝き」（1983年、ANB） - 伊賀優子
- 時代劇スペシャル / 素浪人罷り通る 第5部「涙に消えた三日極楽」（1983年、CX）
- また逢う日（1983年、THK）
- ドラマ人間模様（NHK）
  - 羽田浦地図（1984年）
  - 富士山麓（1985年）
- 特捜最前線（ANB）
  - 第377話「住宅街の殺人ゲーム!」（1984年）
  - 第423話「破獄48時間・水色の傘の女!」（1985年）
  - 第472話「嘘から出た殺人・結婚詐欺師に愛の手を!」（1986年）
- 月曜ワイド劇場 / 非行心療室（1984年、ANB）
- 私鉄沿線97分署 第16話「ヘルプ! 身代金を集めて!!」（ANB / 国際放映） - 山岡夫人
- 迷宮課刑事おみやさん 第9話「7年前の奪われた美女『シモーヌ』が今日…!」（1985年9月27日、ABC） - 小西さなえ
- 銀河テレビ小説 / 下町三人娘（1986年、NHK）
- 光戦隊マスクマン（1987年、ANB） - アキラの母親
  - 第25話「アキラの恋人!?」
  - 第30話「ママ!! バラバの絶叫!」
- NEWジャングル 第11話「愛妻危機一髪」（1988年、NTV） - 八坂署・杉戸刑事課長の妻
- 3年B組金八先生 第3シリーズ　(1988年、TBS） - 倉橋和幸の母親　クレジットは吉野由起子
- はぐれ刑事純情派 （ANB）
  - 第1シリーズ 第25話「みちのく仙台、父帰る!」（1988年）
  - 第2シリーズ 第4話「狙われた幼女」（1989年）
  - 第3シリーズ 第8話「囮捜査!? 受刑者の愛人」（1990年）
- 火曜サスペンス劇場（NTV）
  - 逆転判決（1989年）
  - 救急指定病院 第5作「病院を襲った連続放火事件」（1996年） - 中江美沙江
- 新金色夜叉 百年の恋（1990年、THK）
- 土曜グランド劇場 / 検事・若浦葉子（1991年、NTV）
- 眠れない夜をかぞえて 第2話「手」（1992年、TBS）
- 二十歳の約束（1992年、CX）
- 往診ドクターの事件カルテ 第6話「刑事、涙の贈物」（1992年、ABC）
- ドラマ30（MBS）
  - 命ささえて（1993年）
  - 命つないで（1996年）
  - 命賭けて（1998年）
  - ピュア・ラブIII（2003年）
- 菊亭八百善の人びと 幻の高級江戸料理!美人女将の細腕繁盛記（1994年2月3日、テレビ朝日） - 語り
- 指輪（1995年、THK）
- 渡る世間は鬼ばかり 第3シリーズ（1996年 - 1997年、TBS） - 奥村
- 天までとどけ 7〜8（1998年 - 1999年、TBS） - 岩松加代子
- ワンダフルライフ（2004年、CX） - 妻坂ケイコ
- 臨場（2009年、テレビ朝日） - 町井泰江
- 新・警視庁捜査一課9係season3 第1話「消された女刑事」（2011年、EX）

### 映画
- 電子戦隊デンジマン（1980年、東映） - 杉本恵子
- 母さんの樹（1986年）

### 吹き替え
- ER緊急救命室
  - シーズンⅤ #22（セリンダ〈テリー・ガー〉）
  - シーズンⅥ #7（コットマイヤー〈ロクサーヌ・ハート〉）
  - シーズンⅦ #7（リン・チェン〈ナンシー・クワン〉）
- 巌窟王〜モンテ・クリスト伯
- 宮廷女官チャングムの誓い
- コールドケース6
- コナン・ドイルの事件簿
- ザ・パシフィック（スレッジ夫人）
- ジェニファーの明日
- シャーロック・ホームズ バスカビル家の犬
- 推定有罪（メアリー・ホーン）※NHK版
- 砂の妖精
- チャームド
- Death at a Funeral
- なぜエバンスに頼まなかったのか
- バーナビー警部
- ハウエルズ家のちょっとおかしなお葬式（サンドラ）
- バルザック〜情熱の生涯
- ブラザーフッド
- 名探偵ポワロ 死者のあやまち（ワーバートン夫人）
- メメント
- 立証責任
- レリックハンター

### ラジオドラマ
- 窓辺には夜の歌

### CM
- みずほ信託銀行（Web、店頭）

## 受賞歴
- 昭和43年（1968年）度 第3回紀伊國屋演劇賞個人賞『美しきものの伝説』